# Ковачевич, Кристина
Кристина Ковачевич (сербохорв. Кристина Ковачевић / Kristina Kovaćević; 15 февраля 1893, Ужице — 14 мая 1943, Яинцы, под Белградом) — югославская революционерка, участница Народно-освободительной войны Югославии.

## Биография
Родилась 15 февраля 1893 года в Ужице. После окончания Первой мировой войны в 1919 году переехала в Белград, где выучилась на обувщицу (изготавливала верхнюю часть обуви). Интересовалась рабочим движением, вступила в Коммунистическую партию Югославии. Активная деятельница синдиката, под покровительством Симы Марковича вошла в состав партии. Во время действия Обзнаны и запрета Коммунистической партии Югославии, а также во время борьбы фракций внутри партии занималась в основном деятельностью в Синдикате и в партии не состояла фактически.
В начале 1934 года Кристина возобновила своё членство в партии и занялась партийной работой. Участвовала в печати листовок против выборов в Скупщину Югославии, прошедших 5 мая 1935 года, после провала партийной организации в Белграде была арестована. После освобождения избрана членом Белградского городского комитета КПЮ. Помимо работы внутри КПЮ, продолжала заниматься деятельностью в движении синдикатов. В 1936—1940 годах — член Центрального управления работников кожевенной и перерабатывающей промышленности. С 1939 года по заданию КПЮ работала в Союзе помощи домохозяйкам.
В 1937 году Кристина была арестована по обвинению в работе на запрещённую Коммунистическую партию Югославии. Государственный суд по защите государства приговорил её к девяти с половиной месяцам лишения тюрьмы, наказание она отбывала в тюрьме на Аде Циганлии. После ареста подвергалась неоднократно побоям и пыткам, однако никого из соратников не выдала. После освобождения выселена в Ужице, однако позже вернулась в Белград, где по заданию партии устроилась работать в обществе культуры и искусства «Абрашевич». Значительную часть времени посвятила работе с женщинами-рабочими и жёнами рабочих, неоднократно говорила о борьбе за права женщин. В 1939 году участвовала в демонстрациях за предоставление избирательных прав женщинам, организованных редакцией журнала «Жене данас».
14 декабря 1939 года она была арестована по обвинению в организации антигосударственных демонстраций, месяц провела в тюрьме «Главняча» при управлении города Белграда, а после этого выселена в Ужице и помещена под постоянное полицейское наблюдение. Позже сбежала из Ужице и вернулась в Белград, где проживала под другим именем и скрывалась от однопартийцев и симпатизировавших КПЮ людей. В 1940 году организовала демонстрацию жён рабочих, которых насильно отправили в армию за организацию забастовки.
После оккупации Югославии в 1941 году Кристина продолжала работу в Белграде до декабря, когда по решению Сербского краевого комитета КПЮ отправилась в Прокупле. Там она заняла должность члена городского комитета КПЮ и занялась технической работой. Работала под именем Милицы Йованович, беженки из Скопья. В марте 1942 года была арестована, подверглась пыткам со стороны оккупационной полиции в Нише. После этого перевезена в Белград и передана в руки специальной полиции, которая сумела раскрыть личные данные при помощи агентов, арестовывавших Кристину ещё в довоенные годы.
8 мая 1942 года Кристина была переведена в концлагерь Баница, а спустя год, 14 мая 1943 года расстреляна на полигоне Яинцы. Вместе с ней были расстреляны Елена Четкович, Дринка Павлович, Юлия Делере, Славка Джурджевич-Джуричич и другие.